# Dangereuse Association
Pour plus de détails, voir Fiche technique et Distribution.
Dangereuse Association (Dangerous Partners) est un film américain réalisé par Edward L. Cahn sorti en 1945.

## Synopsis
Les rescapés d'un accident d'avion découvrent une valise pleine de bons du Trésor, d'un valeur d'un million de dollars.

## Fiche technique
- Titre : Dangereuse Association
- Titre original : Dangerous Partners
- Réalisation : Edward L. Cahn
- Scénario : Marion Parsonnet et Edmund L. Hartmann
- Image : Karl Freund
- Musique : David Snell
- Direction artistique : Hubert Hobson et Cedric Gibbons
- Décors : Edwin B. Willis
- Costumes : Irene
- Son : Douglas Shearer
- Montage : Ferris Webster
- Production : Arthur Field
- Sociétés de production : Metro-Goldwyn-Mayer
- Société de distribution : Metro-Goldwyn-Mayer
- Pays de production : États-Unis
- Langue : anglais
- Format : Noir et blanc
- Genre : Mystère
- Durée : 74 min
- Date de la sortie américaine : 7 juin 1945
- Date de la sortie française : 21 mars 1952

## Distribution
- James Craig : Jeff Caighn
- Signe Hasso : Carola Ballister
- Edmund Gwenn : Albert Richard Kingby
- Audrey Totter : Lilly Roegan
- Mabel Paige : Marie Drumman
- John Warburton : Clyde Ballister
- Henry O'Neill : Lieutenant Duffy
- Grant Withers : Jonathan Drumman
- Felix Bressart : Professeur Roland Budlow
- Warner Anderson : Miles Kempen
- Stephen McNally : copilote
- John Eldredge : Farrel

Acteurs non crédités
- George Reed : un vieux porteur
- Charles Wagenheim : un client au comptoir du lunch